# Премия Андрея Борисовича Вистелиуса
Премия Андрея Борисовича Вистелиуса (англ. Andrei Borisovich Vistelius Research Award) — премия Международной ассоциации математических исследований в науках о Земле (IAMG) за математические и информационные исследования в области наук о Земле.

## История
Учреждена во время 16 сессии Международного геологического конгресса в Париже, и названа в 1980 году в честь советского геолога и математика Андрея Борисовича Вистелиуса (1915—1995). При его жизни называлась «Премия президента», так как А. Б. Вистелиус был первым президентом Международной ассоциации математической геологии (с 2009 года — Международной ассоциации математических исследований в науках о Земле, англ. International Association for Mathematical Geoscientists (IAMG)) в 1968—1972 годах.

## Описание
Премия присуждается молодым учёным за перспективные разработки и вклад в исследования в области применения математики и информатики в какой-либо области наук о земле.
Учреждена Международной ассоциации математических исследований в науках о Земле (IAMG).
Получатель премии должен быть моложе 36 лет на конец календарного года, для которого он был отобран для премии.

## Лауреаты
Получатели премии по годам:
- 1981 — Джон М. Кьюбит
- 1982 — Стивен Хенли и Уильям Фулл
- 1983 — Брайан Джонс
- 1984 — Мишель Рабинович
- 1985 — Жорж Верли
- 1986 — Марек Кацевич
- 1987 — Джеймс Карр
- 1988 — Андрей Солоу
- 1989 — Дубруль Оливье
- 1990 — Гочэн Пан
- 1991 — Джордж Христакос
- 1992 — Утэ Герцфельд
- 1993 — Мохан Шривастава
- 1994 — Клейтон Дойч
- 1995 — Киуминг Ченг
- 1997 — Герардус Уелтже
- 1999 — Пьер Гувартс
- 2001 — Джеф Каерс
- 2003 — Карл Джеральд ван ден Бугарт
- 2005 — Себастьен Стребель
- 2007 — Раймон Толосана-Дельгадо
- 2009 — Гийом Каумон
- 2011 — Елена Бабак
- 2013 — Грегуар Мартиетоз
- 2015 — Сяоган (Маршалл) Ма